# Štajerska oljna buča
Štajerska oljna buča (znanstveno ime Cucurbita pepo. var. styriaca), tudi »buča golica, štajerska golica«, je podvrsta navadne buče (Cucurbita pepo), ki spada v družino bučevk.
Za to sortno različico je značilno, da je naključna  mutacija onemogočila lignifikacijo semenske ovojnice. Prvi zapisi o najdbi stanjšanega ovoja bučnega semena segajo v obdobje med 1870 in 1880. Mehka konsistenca semen (bučnic) omogoča učinkovitejše stiskanje bučnega olja. 
Povprečno zrela oljna buča tehta od 8 do 10 kilogramov. Mladi plodovi so temno zeleni, z dozorevanjem postanejo rumeno-oranžni.

## Razširjenost
Kot industrijska rastlina  za pridobivanje bučnic in bučnega olja je tradicionalno gojena v delih nekdanje Avstro-Ogrske, v današnji jugovzhodni Avstriji (Štajerska), severovzhodni Sloveniji (Štajerska, Prekmurje), centralni Transilvaniji in regiji Orăștie-Cugir v Romuniji, severovzhodni Hrvaški (Međimurje), v Vojvodini in sosednjih delih Madžarske. V teh državah je uporaba bučnega olja v prehrani tradicionalno prisotna. Štajerska oljna buča je razširjena tudi ponekod drugje po svetu, predvsem na skrajno vzhodnem delu Evrope (Ukrajina) in v Rusiji, v Severni Ameriki, Mehiki, Indiji in na Kitajskem.

## Gojenje in proizvodnja
Na teh območjih so ustrezne klimatske razmere, predvsem pa je povprečno letno manj padavin kot 800 mm. Svetovno pridelavo oljnih buč se ocenjuje na skupno površino 600 tisoč hektarjev in s skupnim pridelkom 200 tisoč ton bučnih semen. Od tega pridelajo samo na Kitajskem približno 120 tisoč ton bučnic. Ogromne količine tega semena končajo tudi na evropskem trgu.
Svetovna porabo bučnih semen, je sledeča:
- 80 % (160.000 t) se porabi v pekarski industriji,
- 10 % (20.000 t) se predela v olje,
- 10 % (20.000 t) ostala uporaba.

Pri nas buče pridelujemo predvsem za predelavo v olje, vendar lahko iz statističnih podatkov razberemo, da se povečujejo možnosti uporabe tudi na drugih področjih. V Sloveniji se beleži močan porast površin, zasajenih z oljnimi bučami. Povečanje površin opažajo tudi v Avstriji, od koder tudi izvira pridelava buč golic. 